# Musique Non Stop
Musique Non Stop è un singolo del gruppo musicale tedesco Kraftwerk, pubblicato nel 1986 come estratto dall'album Electric Café.

## Descrizione
Il testo della canzone comprende essenzialmente nella ripetizione ossessiva della frase "Musique Non Stop" da parte di varie voci in lingue diverse.
Una versione remixata di Musique Non Stop si può ascoltare nell'album The Mix in cui è unita ad alcuni frammenti di Boing Boom Tschak e Techno Pop.
Dopo che Florian Schneider lasciò la band nel 2008, la canzone è stata modificata durante le esibizioni. Essa è fondamentalmente la stessa, se non più corta e la sequenza percussiva/armonica, affidata di solito al solo Schneider, è suonata da altri membri del gruppo.
La canzone viene eseguita regolarmente dal gruppo nei loro concerti, in genere come traccia di chiusura.

## Video musicale
Il video di Musique Non Stop è d'avanguardia per l'epoca. Mostra delle rappresentazioni animate al computer del busto dei componenti della band. Creato nel 1983, il video dovette aspettare almeno tre anni prima di essere accolto positivamente dalla critica. L'animazione, estremamente complessa per il suo tempo, è stata creata da Rebecca Allen, utilizzando il software di animazione facciale sviluppato dal Computer Graphics Lab del New York Institute of Technology.

## Tracce
7"
1. Musique Non Stop – 4:08
2. Musique Non Stop – 3:45

Durata totale: 7:53
12"
1. Musique Non Stop – 6:15
2. Musique Non Stop – 4:08

Durata totale: 10:23

## Classifiche
- Germania Ovest #13
- Regno Unito #82